# Винтерриден
Винтерриден (нем. Winterrieden) — община в Германии, в земле Бавария. 
Подчиняется административному округу Швабия. Входит в состав района Нижний Алльгой. Подчиняется управлению Бабенхаузен.  Население составляет 891 человек (на 31 декабря 2010 года). Занимает площадь 9,79 км².

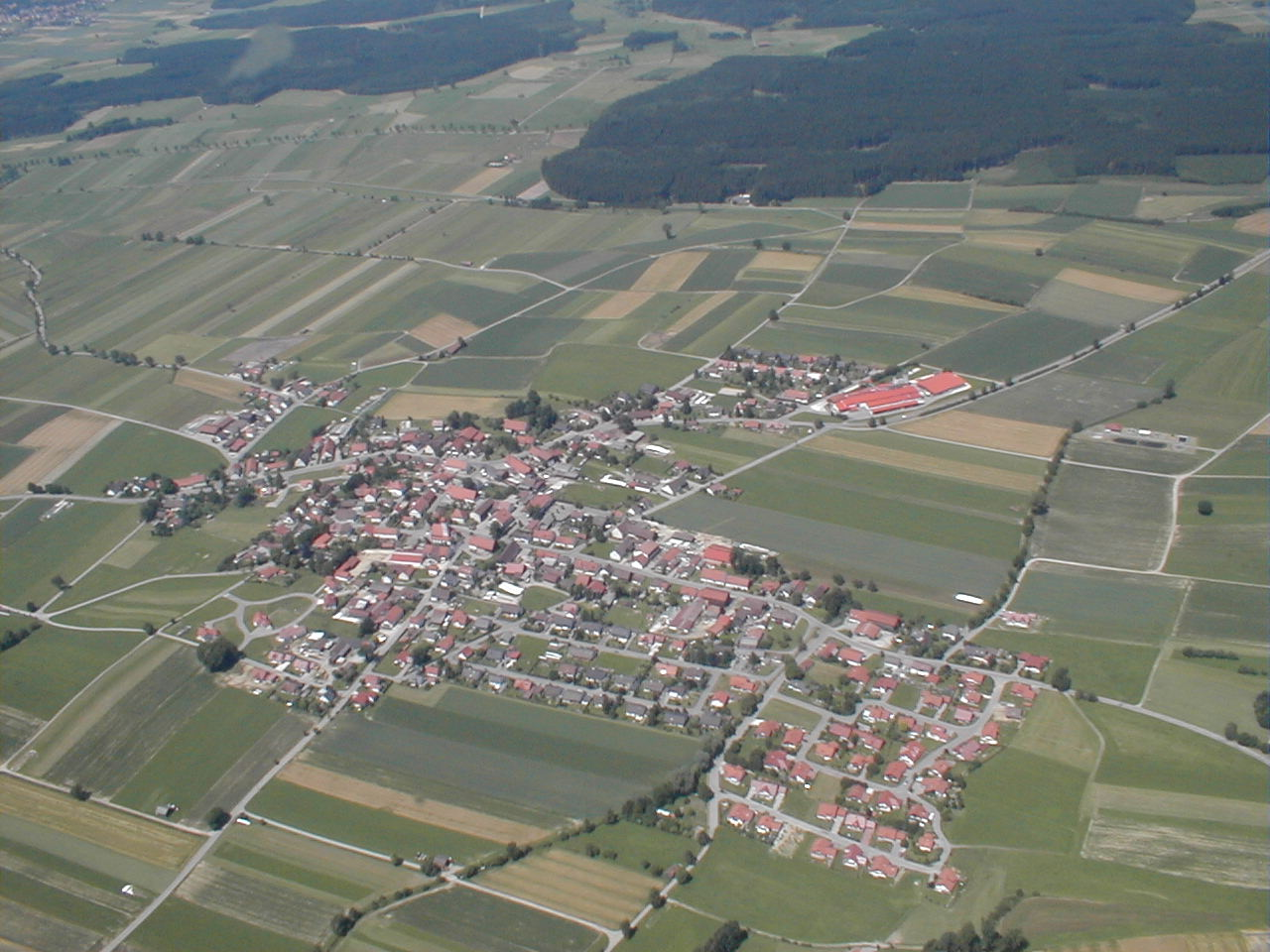
Винтерриден